# Paroecus
Paroecus is een kevergeslacht uit de familie van de boktorren (Cerambycidae). De wetenschappelijke naam van het geslacht werd voor het eerst geldig gepubliceerd in 1863 door Bates.

## Soorten
Paroecus omvat de volgende soorten:
- Paroecus celebensis (Thomson, 1857)
- Paroecus charpentierae Villiers, 1971
- Paroecus rigidus Bates, 1863